# جوسيف بورغ
جوسيف بورغ (بالأوكرانية: Бург Йосиф Кунович)‏ (و. 1912 – 2009 م) هو مؤلف، وكاتب، وصحفي من أوكرانيا، والنمسا، ولد في فيجنيتسيا، توفي في تشيرنوفتسي، عن عمر يناهز 97 عاماً.

## التعليم
تعلم في جامعة فيينا.

## جوائز
حصل على جوائز منها:
- جائزة المنافسة العامة  [لغات أخرى]‏ (1946)
- قائد الفنون والآداب